# Deixa't portar
Deixa't portar (en anglès Take the lead) és una pel·lícula estatunidenca de 2006, del gènere drama, musical, dirigida per Liz Friedlander, protagonitzada per Antonio Banderas, Rob Brown, Yaya Da Costa, Alfre Woodard i Jenna Dewan en els papers principals. Fou estrenada el 17 de març del 2006 al RiverRun International Film Festival a Winston-Salem (Carolina del Nord). Es va exhibir als cinemes a partir del 14 de juliol de 2007. Ha estat doblada al català.
Basada en la vida real de Pierre Dulaine, un ballarí i professor de ball, inventor del mètode Dulaine. Fou filmada a Toronto.

## Argument
Pierre Dulaine (Antonio Banderas) és un mestre de ball que un dia mentre tornava del treball observa com un noi colpeja un acte, però al moment d'anar a parlar amb ell, aquest escapa i deixa tirada una targeta del propietari de l'acte (la directora d'una preparatòria), i decideix anar a veure-la. Quan es reuneix amb ella, Pierre s'adona que la postura de la mateixa denota desinterès per la realitat en la qual es veuen immersos els alumnes de la preparatòria.
La directora distingeix un grup d'adolescents com els nois "problemàtics" i li comenta a Pierre sobre ells amb desànim i resignació. Pierre es proposa a conèixer millor la realitat d'aquests adolescents i decideix ajudar-los posant en joc la seva passió pel ball com una proposta per a la superació de la marginació i l'abatiment que travessen.
El desenvolupament de la història continua amb el procés d'aprenentatge en el qual els alumnes de la preparatòria a través del ball poden aconseguir superar situacions de discriminació, pobresa, extrema violència i depressió, en paral·lel amb els conflictes propis de l'adolescència com a etapa de vida.
El grup de joves finalment pot sobreposar-se a les dificultats inicials i reconstruir el seu rol en la societat en trobar-se amb els seus límits i capacitats, gràcies a la perseverança i determinació de Pierre, que els contagia amb ganes de viure i lluitar pel que un somia.

## Repartiment
- Antonio Banderas - Pierre Dulaine
- Rob Brown - Rock
- Yaya DaCosta - LaRhette
- Alfre Woodard - Diretora Augustine James
- John Ortiz - Joe Temple
- Laura Benanti - Tina
- Jonathan Malen - Kurd
- Lauren Collirin - Caitlin
- Jasika Nicole - Egypt
- Katya Virshilas - Morgan
- Jenna Dewan - Sasha
- Marcus T. Paulk - Eddie

## Premis
Antonio Banderas va rebre el premi al millor actor als Premis Imagen de 2006.